# Örnevinge
Adelsätten nr 352, Örnevinge är den så kallade oäkta Braheätten det vill säga medlemmar ur ätten Brahe som fötts utanför äktenskap, så kallad frillobarn.
Erik Brahe (1552–1614) hade i en förbindelse med Anna Filipsdotter Kern, en dotter till fältskären och befallningsmannen Filip Kern, den utomäktenskapliga sonen Gustav Eriksson (1598–1666). Erik Brahes bror, Gustav Brahe (1558–1615) hade med sin älskarinna, Anna Reibnitz från Schlesien, en son Johan Gustavsson (d. 1685), som blev underlagman och hovrättsassessor. De båda kusinerna Gustav Eriksson och Johan Gustavsson adlades 1646 under namnet Örnevinge (introduktion på Riddarhuset under nr 352). Namn och vapen anspelar på Braheätten vapen.
Stamvapnet med örnvingen syns i vänster fält (men vingen är vänd upp och ner, en klassisk heraldisk finess för att uttrycka oäkta börd) medan höger fält är hämtat från den grevliga bragdsköldens fält 1 och 4
Johan Gustavsson Örnevinge var gift med Virginia Persdotter Gyllensvärd, en dotterdotter till Erik XIV:s utomäktenskapliga dotter Virginia Eriksdotter. Genom Johan Gustavsson Örnevinges gifte med Virginia Persdotter Gyllensvärd är flera medlemmar också ättlingar till kung Erik XIV:
Barn
1. Gustaf Abraham Örnevinge till Högsboholm. Gift 1) med Agneta Lilliehöök död 1702, dotter till Nils Lilliehöök af Fårdala, nr 1, och Virginia Hand, nr 59. Gift 2) 1708 med Catharina Ranck.

Barn
1. Catharina Christina.
2. Agneta Virginia Örnevinge, Gift med majoren Fredric Christoffer Ramfelt
3. Jean Örnevinge, torde vara identisk med den i Anrep upptagne »Johan» men namnes af svågern Ramfeldt uttryckligen såsom äldst bland bröderne; åtföljde bemälde Ramfelt 1704 ut i kriget och avancerade under fälttåget i Polen till ryttmästare under svenska adelsfanan. Finnes i 1715 års jordebok upptagen såsom delegare i fädernegodset Flöda och kallas då liksom brodern Nils Ryttmästare. Död ogift.
4. Carl Gustaf Örnevinge (Död 1749) Kapten. Gift med Anna Maria von Minden, dotter av handelsmannen i Göteborg Johan von Minden och Anna Maria Torringthon.
  1. Gustaf Abraham Örnevinge, döpt 1730-01-04 i Göteborg, död späd
5. Nils Örnevinge,  Gift med Ulrika Magdalena Gyllenhaal, dotter av löjtnanten Lars Gyllenhaal och Anna Maria Reuterström. Död 1755-01-15 och slöt ätten på svärdssidan.
  1. Anna Maria Charlotta Örnevinge , född och död 1740.